# ТВЁРDЫЙ ZНАК
«ТВЁРDЫЙ ZНАК» (первоначально: Твердый ЗнакЪ) — российская рэп-группа, основанная в 1995 году Игорем Холиным и Романом Радионовым. Сооснователь рэп-объединения/клана «Дремучие» в 1997 году, обладатель гран-при фестиваля «Микро'98». Прекратила активную деятельность после завершения действия контракта с компанией Adidas в 2000 году. В 2020 году собралась в обновлённом составе, выпустив с тех пор ряд видеоклипов, синглов и альбомов.

## История

### 1995—2000 годы
Ёжик MC (Игорь Холин) в детстве занимался музыкой, обучаясь в музыкальной школе по классу гитары, занимался народными танцами. В начале 1990-х годов под впечатлением от творчества Богдана Титомира увлёкся музыкой в целом и хип-хопом в частности. Кум (DJ CD-ROM) (Роман Радионов) увлекался хардкором. В школьные годы друзья создали свою первую группу H&S Corporation и начали записывать композиции на магнитофонах, познакомились с рэп-тусовкой, начали выступать. В 1996 году назвали группу «Твёрдый Знак», решив выделиться среди основной массы рэп-групп с английскими названиями за счёт использования уникального явления русского алфавита в виде твёрдого знака.
В 1996 году записали песню «Дождь», вошедшую в сборник «Рэп Архив» и быстро ставшую популярной. В 1997 году последовала песня «Просто подумай». В том же группа записала альбом «Просто подумай», в который вошло 13 песен. Альбом был записан на студии UnderGroundWiggaz и выпущен в виде аудиокассеты тиражом около 100 экземпляров, оформленных с использованием цветной (позднее — чёрно-белой) обложки. Два экземпляра были изданы на CD-R. Документальный проект "Рождённые в СССР" приобрел за 300 долларов права на фрагмент композиции «Дождь» для своего фильма из серии «Made in Russia». Некоторое время спустя был заключен контракт, в рамках которого компания Adidas спонсировала группу. В 1998 году была записана композиция «Мой Адидас». В том же году группа приняла участие в фестивале Rap Music, в котором также приняли участие такие артисты и группы как Big Black Boots, Т.Н.М.Конго, Белые братья, Via Chappa, Типичный ритм.
В 2008 году группа полностью приостановила свою деятельность и вновь собралась в 2016-м, начав делать новые записи в разных студиях.

### С 2000 года
7 сентября 2020 года был представлен видеоклип на сингл «Нигерия в снегу». Название композиции отсылает к известному высказыванию американского предпринимателя и программиста Сергея Брина, сказавшему в 2002 году, что «Россия это Нигерия со снегом» («Russia is Nigeria with snow»). Главную роль в нём исполнил Станислав Барецкий. Продюсером был Сергей Бендерский, режиссёром и оператором-постановщиком — Константин Руденко. С этого клипа началось возвращение группы на музыкальную арену.
В клипе появляется множество образов, отсылающих к событиям современной политической истории России: циничный бизнесмен-политик, бойцы Росгвардии, татуировки с изображением Владимира Путина и Сергея Шойгу, обложка журнала Time с изображением президента Путина и т.д. Упоминаются актуальные имена, события и явления: газопровод «Сила Сибири», практика публичных извинений перед народом Чечни, разведчик Сергей Скрипаль, генеральный прокурор Юрий Чайка, скандал с Настей Рыбкой, элитный посёлок Озеро, суверенный интернет, вата как пейоратив и т.д. Звучат фразы, представляющие собой модифицированные политические мемы или высказывания российских политиков: «если надо будет, мы Воронеж разбомбим», «денег нет, но вы держитесь тут», «он вам не Димон».
В ноябре последовал второй клип, на песню «Я не могу дышать», отсылающий к гибели Джорджа Флойда, послужившей триггером для массовых протестов афроамериканского населения США против проявлений расовой дискриминации в отношении чернокожих в деятельности полиции и обществе в целом. Клип изобиловал документальными кадрами, запечатлевшими протесты оппозиции в России, Белоруссии, Венесуэле, разгон демонстраций силами полиции, в том числе жёсткие задержания и столкновения. Уличная съёмка перемежалась выступлениями Владимира Путина, Уго Чавеса, Николаса Мадуро, Александра Лукашенко и сообщениями теленовостей, создавая контраст между пафосом официальной пропаганды и реалиями уличных баталий.
Из-за многочисленных сцен жестокости на YouTube клип был помечен как доступный для зрителей старше, дополнительно подтвердивших своё согласие ознакомиться с ним несмотря на натуралистичный контент и сцены насилия. Критики подтверждали обоснованность возрастной маркировки, отмечая при этом, что подобными сценами жестокости изобилует реальная жизнь, которую создатели клипа отразили художественными средствами. Музыканты пояснили, что фраза, послужившая названием для песни и клипа, описывает не столько конкретную трагедию, произошедшую в США, сколько саму ситуацию выбора, в которой оказывается человек, чья свобода ограничена. «Наш новый клип в чем-то страшный, но одновременно жизнеутверждающий, о выборе, который каждый из нас делает ежедневно в условиях отсутствия воздуха свободы», — пояснили авторы. По их словам, эта фраза характеризует атмосферу 2020 года в целом, включая пандемию COVID-19 и связанную с этим необходимость носить маски, протесты в Белоруссии и т.д. В этих целях использовались различные музыкальные эффекты, такие как применение мегафонов и дисторшн. «Это один из наших музыкальных экспериментов, это отсылка к стилю грайм».
22 февраля 2021 года был представлен сингл «Это Надо Так!!?». Название выбрано в качестве отсылки к композиции «Пустота (Это надо так)», выпущенной в 1996 году группой «Груз Костей», которая также была членом рэп-объединения «Дремучие». В тексте звучат слова «Дремучий мир с вами... Это надо так...», взятые из композиции 1996 года. Запись выполнялась на студии исполнителя RasKar одновременно с треком «Портрет» и стала примером использования современного трэп-бита.
2 июня 2023 года был опубликован альбом «Рэп Архив», в который вошли треки, записанные в период с 1996 по 2004.
15 декабря 2023 года состоялся релиз клипа «Олдскулы Свело». Музыканты назвали его экспериментом в стиле электрофанка 1980-х годов, ради чего им пришлось отыскать легендарную драм-машину Roland TR-808. Обработку звука выполнял DJ Worm, добавивший ряд сэмплов и скретч. Текст содержит множество отсылок как к прошлому рэпа, так и к современности. Роль деда, лихо отплясывающего брейк-данс, исполнил Андрей Анисимов (Bboy Droni), победитель российских и международных танцевальных конкурсов..
В феврале 2024 года был представлен видеоклип «Дремучие», созданный в сотрудничестве с исполнителями RasKar и Медный. Техническую часть выполнила студия Big Easy Team, музыку обрабатывал Манюбит. За несколько дней клип просмотрело более 2 млн человек. Клип начинается с поджога и разрушения автомобиля ППС группой подростков с битами. Следует видеоряд, в котором чередуются изображения небоскрёбов, католических священников, чиновников, пенсионеров, военнослужащих, а завершается всё кадрами горящего автомобиля ППС и задержанием подростков. Взрослые герои видео выглядят по большей части лицемерами — как чиновник, вручивший пенсионерке медаль, и после танцующий с ней и улыбающийся (при этом его голова периодически превращается в свиную) или католические священники, усердно молящиеся перед алтарём, а после бросающие недвусмысленные взгляды на мальчиков. В видео присутствуют и элементы, отсылающие к вооружённому конфликту на Украине, в частности кадры работы реактивной системы залпового огня, мобилизованный мужчина в военной униформе, с грустью взирающий на жену и детей из уносящего его вдаль тентованного грузовика. В тексте звучит фраза «Хуй знает, где я был все эти восемь лет», отсылающая к известному вопросу «Где вы были восемь лет?», часто используемому российской стороной.
Музыканты поясняют, что работа над клипом началась в 2021 году и продолжалась долго, поскольку потребовалось время для привлечения к работе над ним представителей клана «Дремучие», к 25-летию которого был приурочен выпуск клипа. Концепция заключалась в том, чтобы показать различные проявления дремучести, будь то в отношении меньшинств, образования, нововведений в целом; с началом боевых действий на Украине музыканты посчитали нужным особо сосредоточиться на связанном с этим состоянии российского общества. В самом клипе появился Slim, припев использует голосовой семпл ДиБоша (D-bosh) и является отсылкой к песне «Туши свет».
В 2024 году появился альбом «Дедушка Стелет», в который вошла одноимённая композиция.
В ноябре 2024 года, в российский День матери, был опубликован видеоклип «Моя музыка», посвящённый семье и детям. В создании клипа принимал участие коллектив Moscow Gospel Team, поэтому негромкий речитатив сочетается с мелодичным хоровым исполнением госпела. В качестве режиссёра выступил Ярослав Прохожий.
В декабре 2024 года появился сингл «Только Бизнес (и ничего личного)», а в январе 2025 года — одноимённый видеоклип, созданный при помощи искусственного интеллекта. Видеоряд насыщен съёмками рынков и бедных кварталов, традиционной среды обитания мигрантов, перемежающихся имитацией криминальной хроники и изображениями популярных фигур российской массовой культуры и бизнеса прошлых лет, среди которых шоумен Леонид Якубович, психотерапевт Анатолий Кашпировский, бизнесмен Роман Абрамович и др. Тогда же вышел сингл «Кум», который сами создатели охарактеризовали как «гротескный древнерусский рэп, пропитанный духом 90-х».
В феврале 2025 года вышел альбом «Папа Молод», в состав которого вошли семь треков. Название альбома отсылает к фразе из стихотворения «Выезд» известного советского поэта Давида Самойлова («Папа молод. И мать молода...»).
В апреле 2025 года появился сингл «В Норме», записанный совместно с рэпером Пашей Техником незадолго до его трагической смерти. Запись представляет собой обновленную версию песни «Я в норме» из альбома «Папа Молод». Свой куплет Паша Техник отправил 21 марта, за день до отъезда в Таиланд, где он 24 марта впал в кому и 5 апреля скончался. Композиция сочетает чёрный юмор и гротеск, в записи Паши Техника звучат слова «я в норме, даже если в коме...». Трек был опубликован 11 апреля, в день прощания с музыкантом, и стал его последним произведением.
21 марта он прислал свои дорожки, 22-го вылетел в Таиланд, 24-го исчез с радаров, а 5 апреля стало известно о его смерти. В куплете — черный юмор, строки о бывшей жене и коме, которые сегодня звучат зловеще. Точно, грязно, хлестко, по-честному. Все — без редактуры, без прикрас.ТВЁРDЫЙ ZНАК

## Участники
- Ёжик MC
- Кум (DJ CD-ROM) aka AMOR
- Хэш (Hash) (до 2000 года)

## Дискография
| Студийные альбомы - 1997 — «Просто подумай» - 2023 — «Рэп Архив» - 2024 — «Дедушка Стелет» - 2025 — «Папа Молод» Синглы - 2020 — «Нигерия в снегу» - 2020 — «Я не могу дышать» - 2020 — «Портрет» - 2023 — «Олдскулы Свело» - 2024 — «Дремучие» - 2024 — «Только Бизнес (и ничего личного)» - 2025 — «Кум» - 2025 — «В Норме» (совместно с Пашей Техником) | Коллаборации - 1997 — «183 дня» (в составе хип-хоп-объединения «Dремучие») Участие - 2007 — сборник «Одна Любовь. Часть вторая. Лев Прав Звук» (под именем Znakee) Неизданные треки - 2003 — «Солнце будет после дождя» |

## Видеоклипы
- 2020 — «Нигерия в снегу»
- 2020 — «Я не могу дышать»
- 2023 — «Олдскулы Свело»
- 2024 — «Дремучие» (совместно с RasKar и Медный)
- 2024 — «Моя музыка» (совместно с Moscow Gospel Team)
- 2025 — «Только Бизнес (и ничего личного)»